# 사사키 다쿠미
사사키 다쿠미(일본어: 佐々木 匠, 1998년 3월 30일~)는 일본의 축구 선수이다.

## 구단 경력
그는 2016년부터 2023년까지 J리그의 베갈타 센다이, 도쿠시마 보르티스, 가마타마레 사누키, 레노파 야마구치 FC, 에히메 FC에서 활동하였다.